# فرودگاه لیدشوپینگ–هابی
فرودگاه لیدشوپینگ-هابی (به انگلیسی: Lidköping-Hovby Airport) (به زبان بومی: Lidköping-Hovby Flygplats) یک فرودگاه همگانی با کد یاتا LDK است که یک باند فرود آسفالت دارد و طول باند آن ۱۹۹۰ متر است. این فرودگاه در شهر لیدشوپینگ کشور سوئد قرار دارد و در ارتفاع ۶۱ متری از سطح دریا واقع شده است.